# Paleo (Musiker)

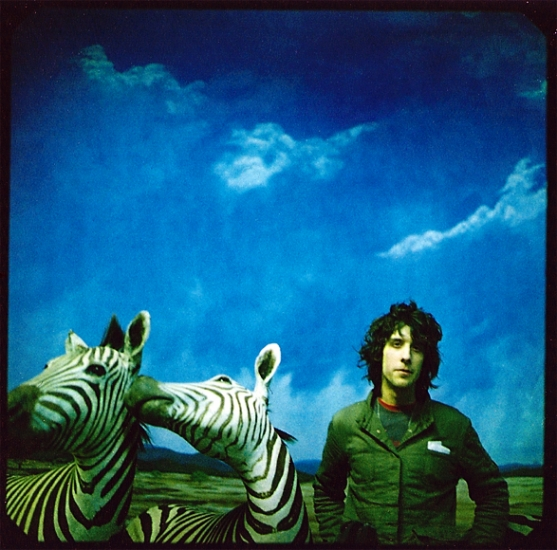
Paleo (2011)

Paleo, bürgerlicher Name David Strackany, ist ein US-amerikanischer Folk-Künstler, der in seinem Heimatland Beachtung dafür fand, dass er im Jahr 2006/2007 jeden Tag einen Song aufnahm (Song a Day Project). Er erhielt dafür ein Gratulationsschreiben vom damaligen US-Vizepräsidenten Dick Cheney. Er ist des Weiteren für seine ununterbrochenen Tour-Aktivitäten bekannt: So spielte er in den USA in drei Jahren über 700 Konzerte.
In Amerika veröffentlicht er seine Musik bei Partisan Records., in Deutschland erschien sein Deutschland-Debüt bei DevilDuck Records. 2012 war er zum ersten Mal in Europa auf Tour.

## Diskografie
- Misery, Missouri (2005)
- The Song Diary (2006–2007)
- Pedestrian Crossing  (aufgenommen 2006, 2009 veröffentlicht)
- A New Day (2010, Kassette)
- A View Of The Sky (2010)
- Fruit of the Spirit (2011, Partisan Records)
- Fruit of the Spirit (2012, DevilDuck Records in Deutschland, Österreich, Schweiz)
- Bloodletter (2014, Eigenveröffentlichung)